# El tigre y la nieve (novela)
El tigre y la nieve es una novela del escritor uruguayo Fernando Butazzoni, publicada por primera vez en Montevideo, en 1986, por la editorial Ediciones de la Banda Oriental, que ha conocido múltiples ediciones, traducciones y versiones dramáticas. 
Pese a la coincidencia de título, no tiene ninguna relación con la película homónima del cineasta italiano Roberto Benigni.

## Argumento
El argumento central relata la peripecia de la protagonista, la ciudadana uruguaya Julia Flores, quien fue detenida y confinada en el campo de exterminio de La Perla, en la provincia de Córdoba, Argentina, durante la dictadura del general Jorge Rafael Videla. Allí, ella establecerá un vínculo con su carcelero, el oficial del ejército argentino Ernesto Barreiro.
El novelista, quien a comienzos de los años 80 estaba exiliado en Suecia, recuperó mediante entrevistas y grabaciones el testimonio de la prisionera, que tras un largo cautiverio logró ser puesta a disposición del Alto Comisionado de Naciones Unidas para los Refugiados (ACNUR) y viajar en carácter de tal a Suecia. La clave simbólica del libro está marcada por una sobrevivencia que, al final, se revela como inútil o aún inexistente. El autor lo refiere a través de un diálogo: “Lo increíble es que haya sobrevivido”, señala. Y la respuesta es definitiva: “¿Y quién le ha dicho a usted que yo sobreviví?”.

## Repercusiones
Publicada con buenas reseñas críticas y buena aceptación del público, la novela se tradujo de inmediato al francés y fue editada en Francia por Editions de L’Aube, con la traducción de René Pons (ISBN 978-2-87678-007-1). También se editó en España por la casa Virus editorial, y en el ámbito latinoamericano. En Uruguay, hasta 2013, se habían efectuado un total de catorce ediciones de dicho libro, la última de las cuales lleva el ISBN 978-9974-8315-5-1. Además se realizó una adaptación teatral.

## Críticas
“Es un ensayo sobre la culpa, aunque desestima todo juicio de valor en torno a la conducta de esa mujer angustiada y aún agobiada por el miedo a recordar. Julia Flores se siente amputada en sus posibilidades de dar y recibir afecto, de reconstruir su vida y de ser feliz, porque su terrible experiencia la ha quebrado quizás definitivamente. La narración, que está permanentemente desarrollada en dos estadios temporales, es siempre un itinerario de perfiles tortuosos y, en cierta medida, la búsqueda de una redención imposible.”
“La narración está armada a partir del tiempo posterior al secuestro en La Perla, ya en el exilio, cuando Julia Flores encuentra y enamora a quien después cuenta su historia. El narrador conoce lo sucedido a partir de retazos de recuerdos, en una lucha agónica por llegar a la palabra que permita, al traer a la conciencia y compartir, encontrar la salida de aquella experiencia paralizante, y habitar el presente. La memoria del horror no le permite a Julia vivir, y es, al mismo tiempo, el único camino que tiene para recuperarse, perdonarse y darse la posibilidad de seguir. La de Julia Flores es una historia dura y desolada, pero a través de sus recuerdos llegan también los gestos, las palabras, las imágenes de otros, desconocidos, anónimos que fueron capaces de maledicencia y traición y también de ternura o heroísmo antes de desaparecer. La novela deja planteada la pregunta sobre qué quiere decir sobrevivir”.
“Es una novela que, empeñada apasionadamente en la búsqueda de la verdad, ofrece una versión hondamente poética de la realidad y su violencia.”